# Hörken
Hörken is een plaats in de gemeente Ljusnarsberg in het landschap Västmanland en de provincie Örebro län in Zweden. De plaats heeft 168 inwoners (2005) en een oppervlakte van 120 hectare.